# 藤林普山
藤林 普山（ふじばやし ふざん、天明元年1月16日（1781年2月8日） - 天保7年1月14日（1836年3月1日））は、江戸時代後期の蘭学者、医師である。医書の翻訳で知られる。

## 経歴
1781年、山城国綴喜郡水取村（現京都府京田辺市）に生まれる。通称は泰介など、普山は号である。京都の蘭方医、中川修亭、稲村三伯（海上随鴎）らと付き合う。

## 研究内容・業績
- 翻訳にすぐれ、文法書、辞書を作成し、医書の翻訳を行い、蘭学の普及に貢献した。
- 著書に『訳鍵』（1810年）『和蘭語法解』『遠西度量考』や『西医方選』（1828年）、『西医今日方』(1848年)や、ステフェン・ブランカールトの『オランダ植物書』の抄訳、『武蘭加児都本草』などがある[2]。『訳鍵』は稲村三伯らの『ハルマ和解』の収録語6万余から3万余語を選んだ簡約版で、広く利用された。『解屍篇』は、『解体新書』の原書『ターヘル・アナトミア』の別訳であり、その講義録も現存する[3]。